# Pegoplata
Pegoplata, a veces llamada Nupedia, es un género de dípteros braquíceros de la familia Anthomyiidae.

## Especies
- Pegoplata abnormis (Stein, 1920)
- Pegoplata acutipennis (Malloch, 1918)
- Pegoplata aestiva (Meigen, 1826)
- Pegoplata anabnormis (Huckett, 1939)
- Pegoplata arnaudi Griffiths, 1986
- Pegoplata californica Griffiths, 1986
- Pegoplata cuticornis (Huckett, 1939)
- Pegoplata durangensis Griffiths, 1986
- Pegoplata huachucensis Griffiths, 1986
- Pegoplata infirma (Meigen, 1826)
- Pegoplata infuscata Griffiths, 1986
- Pegoplata juvenilis (Stein, 1898)
- Pegoplata nasuta Griffiths, 1986
- Pegoplata nevadensis Griffiths, 1986
- Pegoplata nigracaerulea (Snyder, 1952)
- Pegoplata nigroscutellata (Stein, 1920)
- Pegoplata patellans (Pandelle, 1900)
- Pegoplata peninsularis Griffiths, 1986
- Pegoplata pictipes (Bigot, 1885)
- Pegoplata setulosa Griffiths, 1986
- Pegoplata tundrica (Schnabl, 1915)
- Pegoplata valentinae (Ackland, 1971)
- Pegoplata wyomingensis Griffiths, 1986